# 皇甫重
皇甫重（3世纪—300年代），字伦叔，安定郡朝那县（今宁夏回族自治区固原市彭阳县）人，西晋地方官员。 
性情沉静果断，有才幹，司空张华很賞識他，迁新平郡太守。元康中，张华授以秦州（治所在甘肃省天水市）刺史。太安二年（304年）初，晉惠帝感到受到司馬顒的威脅越來越大，因此下密詔給劉沈和皇甫重進攻司馬顒，雙方在长安交战。张辅带兵援救司马颙，刘沈等被打败。太安二年，金城郡太守游楷、陇西郡太守韩稚等人糾合秦州涼州四個郡的郡兵攻打皇甫重，多年不能克。皇甫重遣其养子皇甫昌求救于外。东海王司馬越不肯出兵相救。皇甫昌诈称司马越的命令，以羊皇后名义下令发兵讨伐张方，被识破后被杀。城内的士兵知无外救，遂殺了皇甫重，向外求和。

## 延伸阅读
[在维基数据编辑]
 《晉書·卷060》，出自房玄齡《晉書》